# 戈貢
戈貢（拉丁語：Gogon；—581年）是墨洛溫王朝時期奧斯特拉西亞的貴族，自576年起擔任宮相（maior palatii），並作為幼主希爾德貝爾特二世（Childebert II）的攝政與導師（nutricius），直至581年去世。

## 生平
戈貢於544年左右出生在奧斯特拉西亞。雖然他可能與圖勒主教特拉塞里克有親戚關係，但戈貢並非羅馬元老院貴族。他憑藉在宮廷中的職位逐漸晉升。奧斯特拉西亞國王西吉貝爾特一世大約在568年，將位於梅斯主教轄區的土地贈予戈貢，戈貢是西格貝爾特一世信賴的臣子。565年，戈貢與西哥德王國進行談判，最終促成了西吉貝爾特一世與布倫希爾德的婚姻。戈貢率領未來的王后布倫希爾德前往奧斯特拉西亞。575年西吉貝爾特一世遇刺身亡，其子希爾德貝爾特二世（時年5歲）繼位。王太后布倫希爾德任命戈貢成為攝政，實際掌控宮廷權力。戈貢主導577年《安貝爾條約》（Traité d'Andernach），化解奧斯特拉西亞與紐斯特里亞衝突，保障希爾德貝爾特二世王位。
581年於梅斯逝世，據弗雷德加稱，他被暗殺，布倫希爾德策劃這起謀殺。這一說法尚不確定。宮相職位由瓦德林接任。希爾德貝爾特二世直至585年親政，其統治基礎實為戈貢奠立。戈貢死後，他的權力落入了以蘭斯主教埃吉迪烏斯為主導的集團手中。